# Moschea Bianca (Ramla)
La moschea Bianca (in arabo المسجد الأبيض‎?; in ebraico המסגד הלבן‎?) era un'antica moschea costruita durante l'era omayyade situata nell'odierno centro storico della città di Ramla, in Israele. La sua costruzione fu ordinata dal califfo Sulayman ibn Abd al-Malik negli anni 715-717 e fu completata durante il regno del califfo Omar II ibn 'Abd al-'Aziz nel 720 d.C., quando Ramla era uno dei centri più importanti degli eserciti musulmani conquistatori diretti in Egitto. Ricostruita durante l'era mamelucca, oggi ne resta solo il grande minareto. Per questa ragione le autorità israeliane la definiscono "torre Bianca".
In passato la moschea fu oggetto di venerazione del culto di Salih, in quanto i musulmani credevano che nella parte settentrionale della stessa si trovasse il santuario del suddetto profeta.

## Architettura
Gran parte della moschea era costruita in marmo bianco ed era dotata di porte in legno di cipresso e cedro. Essa disponeva di quattro facciate organizzate su un asse cardinale e misurava circa 93 x 84 metri. 
Un ingresso era situato sulla facciata orientale, attualmente in stato di abbandono. Il minareto di forma quadrata è ancora presente a nord della struttura e possiede cinque piani, ciascuno ornato da nicchie e finestre con un balcone. Esso fu costruito dal sultano al-Nasir Muhammad nel 1318, tuttavia si ipotizza che il minareto si trovasse inizialmente più vicino al centro della moschea poiché vi sono stati trovati resti di una fondazione quadrata. Questa potrebbe essere stata, tuttavia, solo una fontana. La moschea presentava anche tre cisterne sotterranee coperte da una volta a botte.
I resti della moschea sono situati nella parte occidentale del centro storico della città, in quella che un tempo era una posizione di rilievo nell'insediamento degli Omayyadi.
In passato, nella parte nord-ovest dell'edificio vi era il santuario del profeta Salih, originariamente sormontato da una cupola e in seguito sostituito da un edificio in cemento con un tetto piano.